# 泰州路
泰州路，元朝时设置的路。
至元十四年（1277年）改泰州置，治所在海陵县（今江苏省泰州市）。下辖海陵县和如皋县，辖境相当今江苏省泰州市和如皋市（今属南通市）地。二十一年（1284年）复为泰州，隶扬州路。